# Psammisia ferruginea
Psammisia ferruginea är en ljungväxtart som beskrevs av A. C. Smith. Psammisia ferruginea ingår i släktet Psammisia och familjen ljungväxter. Inga underarter finns listade i Catalogue of Life.